# Epipactis gigantea
Epipactis gigantea är en orkidéart som beskrevs av David Douglas och William Jackson Hooker. Epipactis gigantea ingår i släktet knipprötter, och familjen orkidéer. Inga underarter finns listade i Catalogue of Life.

## Bildgalleri

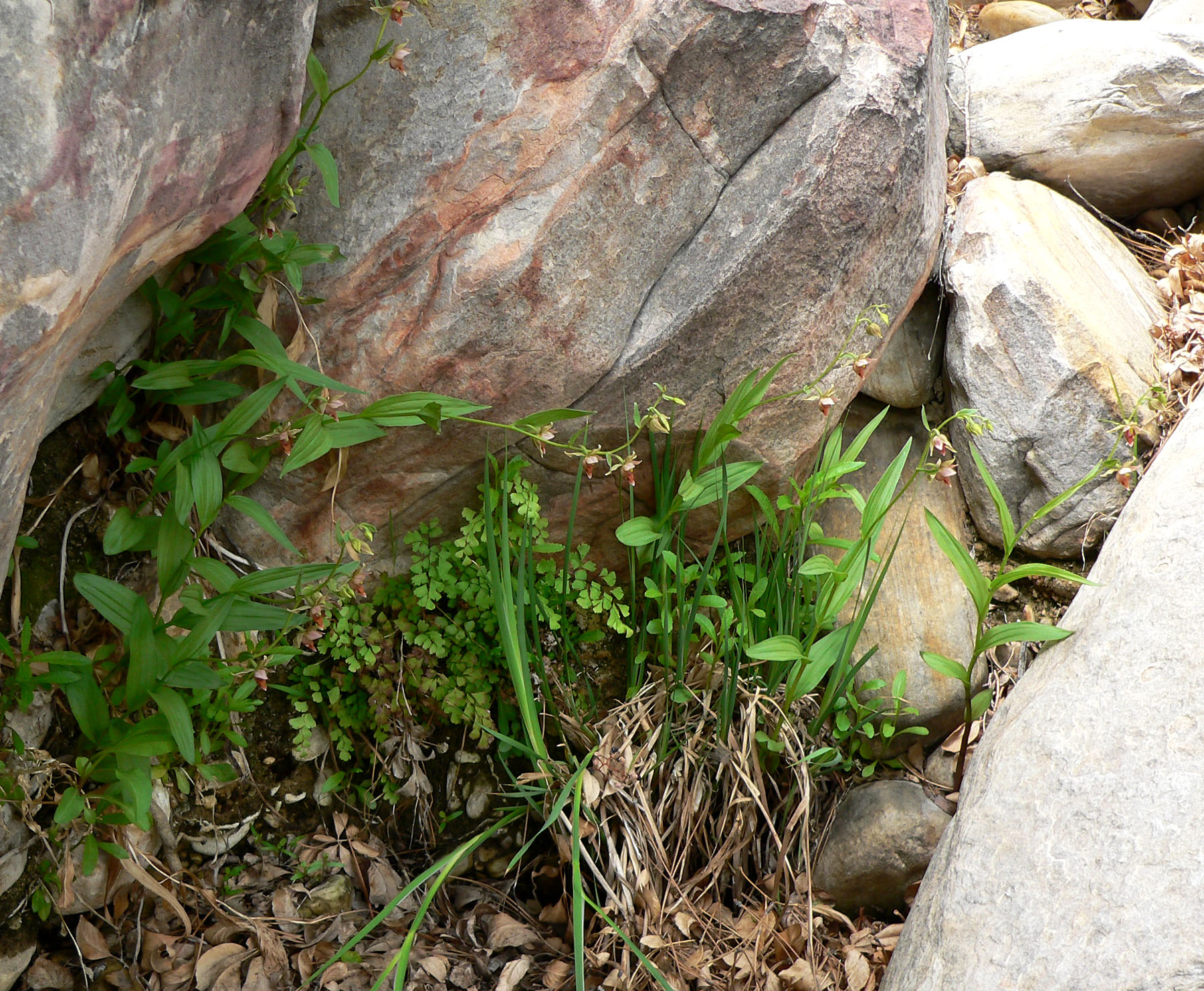
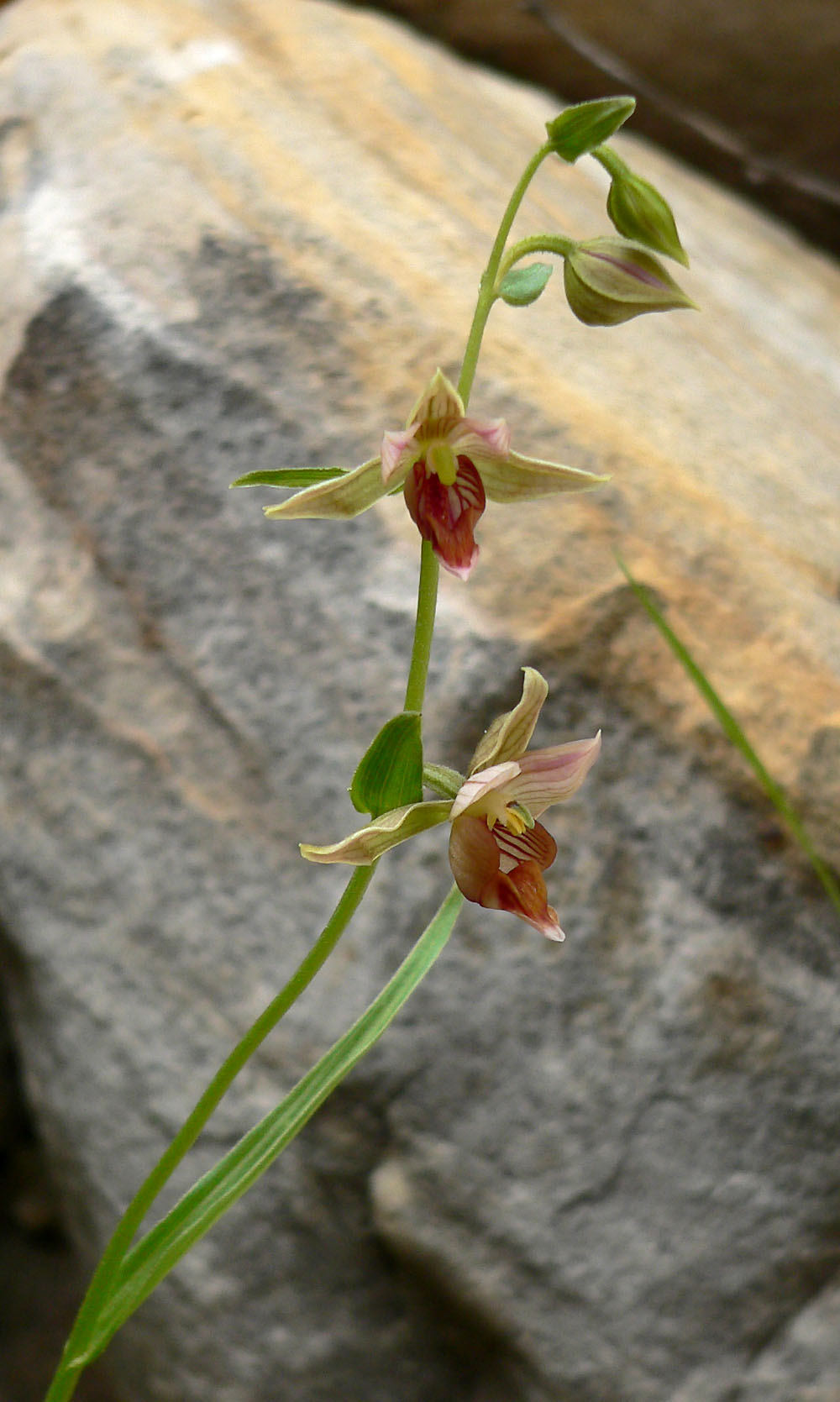
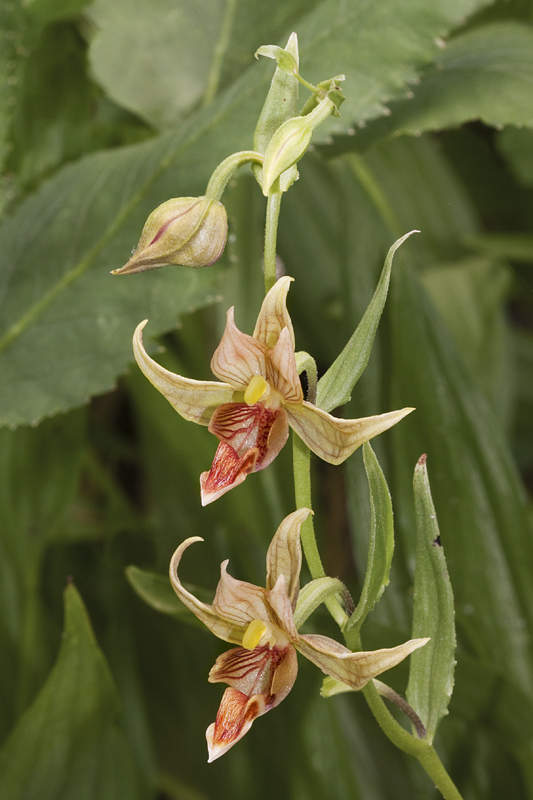
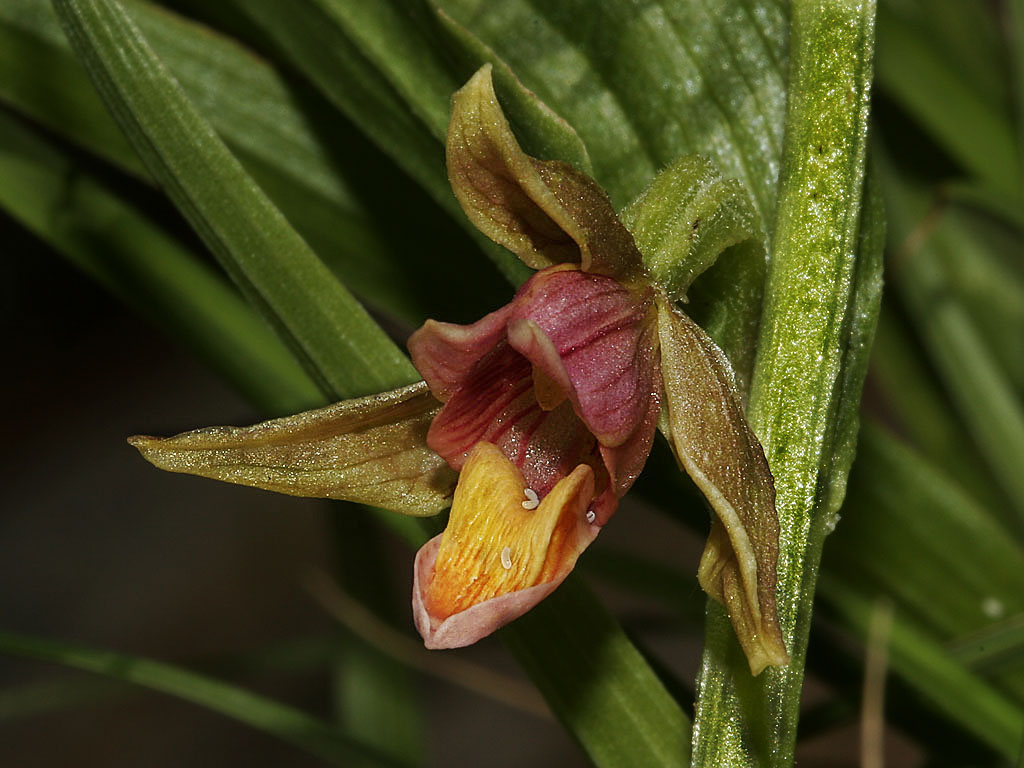
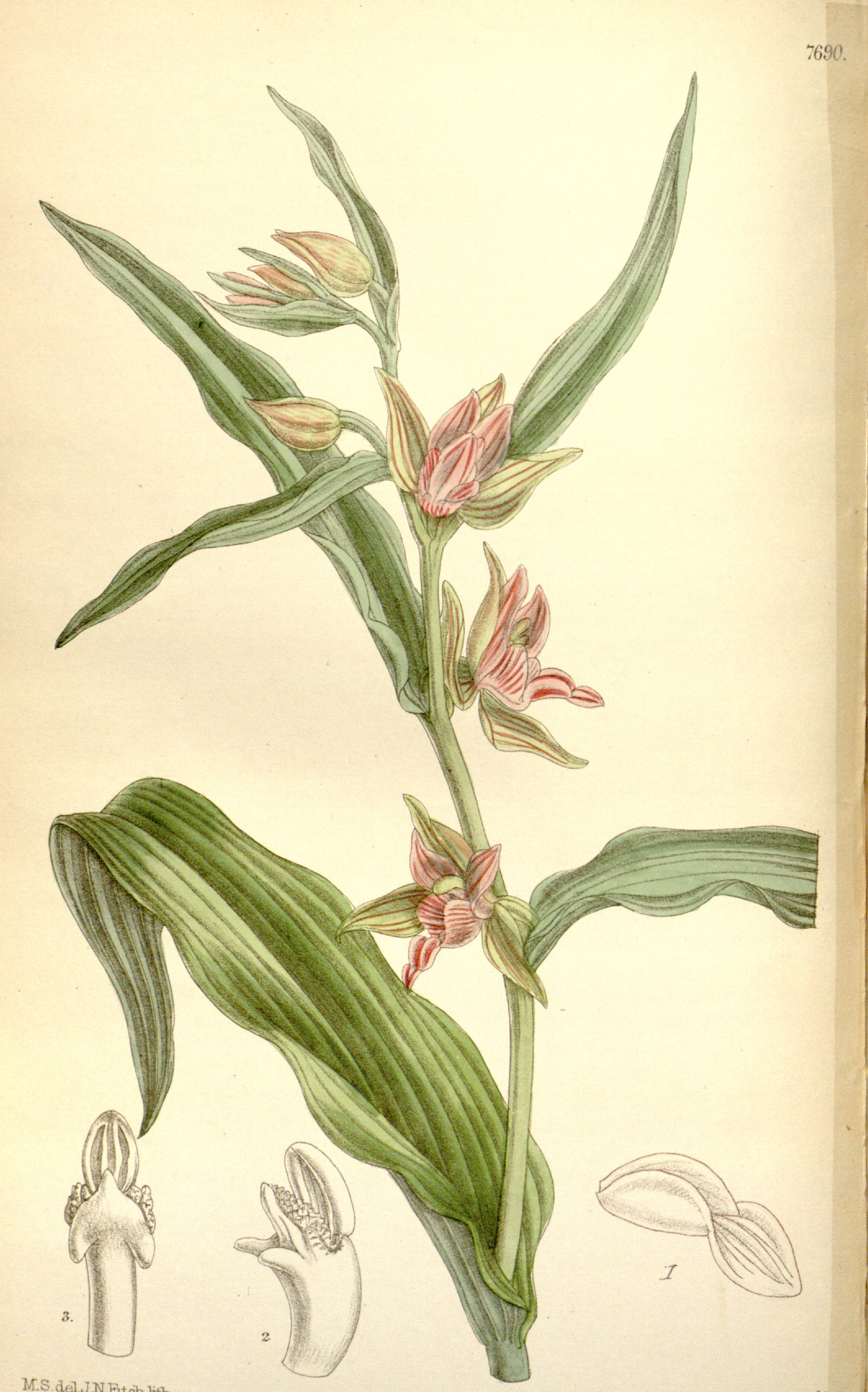
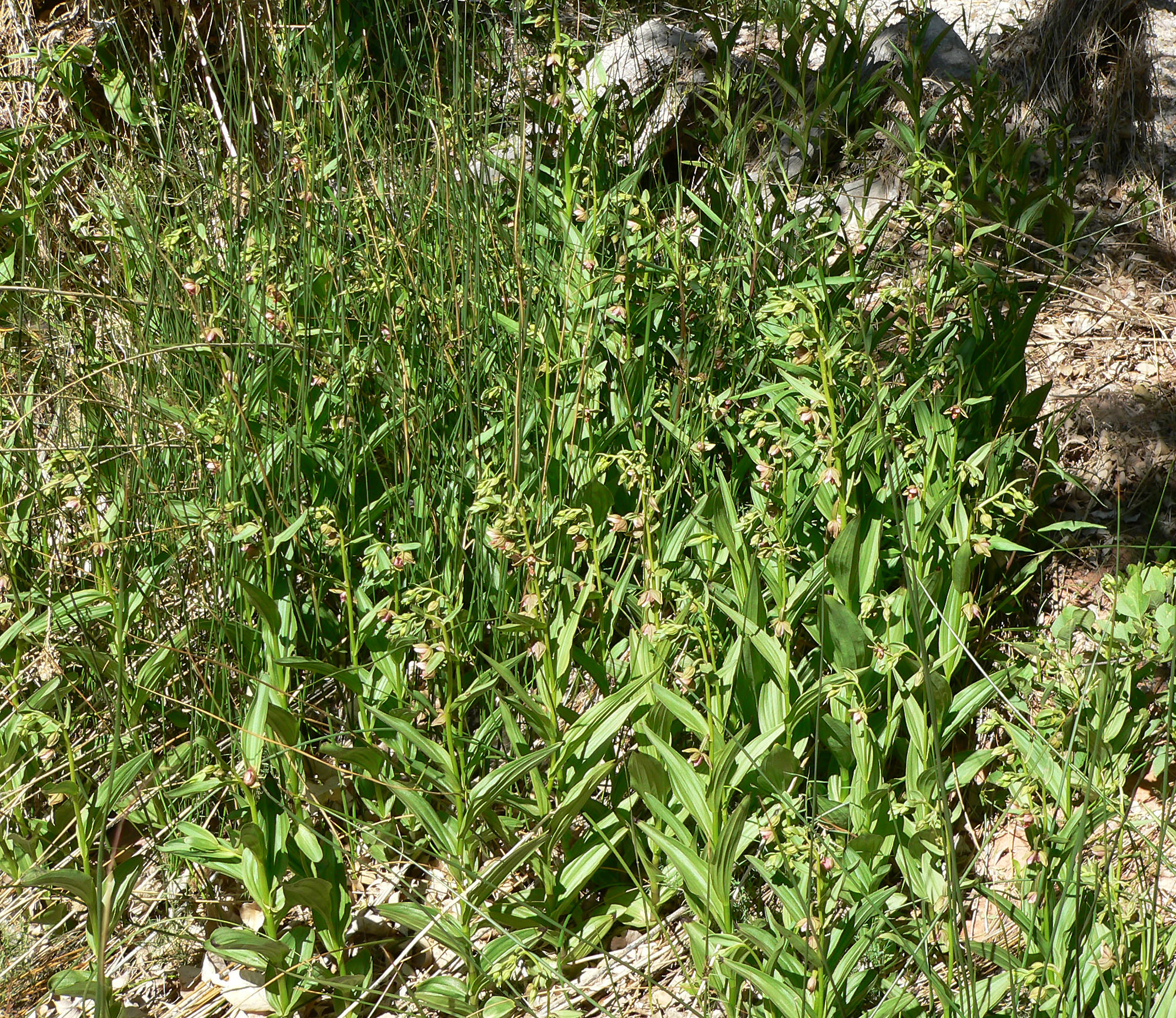